# Parque Ecológico Renato Azeredo

O Parque Municipal Renato Azeredo, conhecido popularmente como Parque Ecológico Renato Azeredo, é uma área protegida brasileira municipal. Localizado no bairro Palmares, região nordeste de Belo Horizonte, ele conta com 25.650 m² de área parcialmente cercada.